# Chonocephalus anomalus
Chonocephalus anomalus är en tvåvingeart som beskrevs av Borgmeier och Prado 1975. Chonocephalus anomalus ingår i släktet Chonocephalus och familjen puckelflugor.
Artens utbredningsområde är Ecuador. Inga underarter finns listade i Catalogue of Life.